# Elke Krahmann
Elke Krahmann (* 1969) ist eine deutsche Politikwissenschaftlerin.

## Leben
Sie studierte Politikwissenschaften in Marburg und an der Freien Universität Berlin, wo sie 1995 mit dem Diplom abschloss. 2000 erlangte sie den Ph.D. in International Relations an der London School of Economics. Von 2011 bis 2016 war sie Professorin für Security Studies, Department of Politics, History and Law, Brunel University. Von 2016 bis 2017 war sie Professorin und Chair of International Political Studies, Fakultät für Wirtschaftswissenschaften, Universität Witten/Herdecke. Seit 2017 lehrt sie als Professorin am Lehrstuhl für Internationale Beziehungen, Institut für Sozialwissenschaften, Universität Kiel.
Zu Krahmanns Forschungsschwerpunkten gehört die Privatisierung des Sicherheitssektors. 2012 wurde ihre Schrift „States, Citizens and the Privatization of Security“ als beste Monografie der Friedensforschung 2010/2011 mit dem Ernst-Otto-Czempiel-Preis ausgezeichnet.

## Schriften (Auswahl)
- Multilevel networks in European foreign policy. Aldershot 2003, ISBN 0-7546-0941-3.
- (Hrsg.): New threats and new actors in international security. New York City 2005, ISBN 1-4039-6697-4.
- States, citizens and the privatization of security. Cambridge 2010, ISBN 0-521-12519-7.
- mit Cornelius Friesendorf: Debatte vertagt? Militär- und Sicherheitsfirmen in deutschen Auslandseinsätzen. Frankfurt am Main 2011, ISBN 978-3-942532-36-5.